# Jürgen Nolte
Jürgen Nolte (Bonn, 19 novembre 1959) è un ex schermidore tedesco, vincitore di una medaglia d'argento ed una di bronzo ai campionati mondiali di scherma.